# Рамиро Фунес Мори
Рами́ро Хосе́ Фу́нес Мо́ри (на испански: Ramiro José Funes Mori) е аржентински футболист. Играе на поста централен защитник за английския Евертън, както и за аржентинския национален отбор. Има брат близнак Рохелио, също професионален футболист.

## Състезателна кариера
През 2001 г. семейството му емигрира в САЩ и Мори заедно със своя брат започват да тренират футбол във ФК Далас. През 2008 г. се завръщат в Аржентина и преминават в школата на един от грандовете Ривър Плейт. През 2014 г. става шампион на Аржентина. Същата година печели Копа Судамерикана след равенство 1-1 и победа у дома с 2-0 над колумбийския Атлетико Насионал.
През 2015 г. печели Рекопа Судамерикана след две победи с по 1-0 над Сан Лоренсо. Същата година печели и Копа Либертадорес, като отбелязва третото попадение за победата с 3-0 срещу мексиканския УАНЛ Тигрес.
На 1 септември 2015 г. подписва 5-годишен договор с английския Евертън за трансферната сума от 9,5 милиона паунда.

## Национален отбор
Получава първата си повиквателна от треньора Херардо Мартино на 1 април 2015 г. за мача с Еквадор, но не влиза в игра. Официален дебют прави на 28 март 2015 г. в контролата срещу Салвадор.

## Успехи
Ривър Плейт
- Шампион на Аржентина (1): 2014
- Копа Судамерикана (1): 2014
- Рекопа Судамерикана (1): 2015
- Копа Либертадорес (1): 2015